# CDex
CDex는 오디오 CD에서 파일을 추출하는 자유 소프트웨어이다. CD 리퍼의 일종이며, 오디오 포맷을 변환하기도 한다. 마이크로소프트 윈도우에서 작동한다. 이 프로그램은 WAV, MP3, 또는 Ogg Vorbis와 같은 표준 컴퓨터 사운드 파일로 CD에서 CDDA 트랙을 변환한다. GPL의 조건에 따라 출시되었기 때문에 CDex는 자유 소프트웨어이다. 이 프로그램은 Albert L. Faber가 개발했으며, Georgy Berdyshev의 의해 현재까지 개발되었다.